# Zona Econômica de Baikal-Amur Magistral
A Zona Econômica de Baikal-Amur Magistral (экономическая зона Байкало-Амурской магистрали, ekonomicheskaya zona Baykalo-Amurskoy magistrali) é uma das dez Zonas e Macrozonas Econômicas da Rússia instituídas pelo Governo Federal para fins de planejamento econômico e do desenvolvimento regional.

## Composição
1. Oblast de Amur (parcialmente)
  1. Distrito de Mazanovsky
  2. Distrito de Selemdzhinsky
  3. Cidade de Tynda
  4. Distrito de Tyndinsky
  5. Cidade de Zeya
  6. Distrito de Zeysky
2. República da Buriácia (parcialmente)
  1. Distrito de Bauntovsky Evenkiysky
  2. Distrito de Severo-Baykalsky
  3. Cidade de Severobaykalsk
3. Krai de Zabaykalsky (parcialmente)
  1. Distrito de Kalarsky
4. Oblast de Irkutsk (parcialmente)
  1. Cidade de Bodaybo
  2. Distrito de Bodaybinsky
  3. Distrito de Kazachinsko-Lensky
  4. Distrito de Kirensky
  5. Distrito de Mamsko-Chuysky
  6. Cidade de Ust-Kut
  7. Distrito de Zhigalovsky
5. Krai de Khabarovsk (parcialmente)
  1. Cidade de Amursk
  2. Cidade de Komsomolsk-on-Amur
  3. Distrito de Komsomolsky
  4. Distrito de Solnechny District
  5. Distrito de Sovetsko-Gavansky
  6. Distrito de Vaninsky
  7. Distrito de Verkhnebureinsky
6. República de Iacútia (parcialmente)
  1. Aldansky Ulus
  2. Assentamento de Berkakit
  3. Assentamento de Chulman
  4. Assentamento de Khani
  5. Assentamento de Nagorny
  6. Cidade de Neryungri
  7. Olyokminsky Ulus
  8. Assentamento de Serebryany Bor
  9. Assentamento de Zolotinka